# Sarcophaga trifolia
Sarcophaga trifolia är en tvåvingeart som först beskrevs av Villeneuve 1910.  Sarcophaga trifolia ingår i släktet Sarcophaga och familjen köttflugor.
Artens utbredningsområde är Socotra. Inga underarter finns listade i Catalogue of Life.